# Cratyna micra
Cratyna micra är en tvåvingeart som beskrevs av Werner Mohrig 2003. Cratyna micra ingår i släktet Cratyna och familjen sorgmyggor.
Artens utbredningsområde är Costa Rica. Inga underarter finns listade i Catalogue of Life.